# Eugénie Delaporte
Pour les articles homonymes, voir Delaporte.
Eugénie Delaporte, dite aussi Eugénie Persuis ou Loiseau de Persuis après son mariage en 1805, est une artiste peintre française née à Paris vers 1775 et morte dans la même ville le 24 novembre 1864. Spécialiste du portrait, elle expose au Salon de 1801 à 1808.

## Biographie
Angélique Charlotte Eugénie Delaporte, fille de François Louis Marie Delaporte et de Marie Augustine Hubinon, est née à Paris vers 1775. Dans les années 1790, elle étudie la peinture auprès de Jean-Baptiste Regnault, alors à la tête de l'un des ateliers les plus prestigieux de la capitale. Cet atelier comptait à cette époque de nombreuses élèves féminines, notamment Pauline Auzou, Henriette Lorimier et Sophie Guillemard, qui étaient placées sous la supervision de l'épouse de l'artiste, Sophie Meyer, elle-même peintre.
Eugénie Delaporte participe pour la première fois au Salon en 1801 en présentant trois portraits. L'Observateur au Muséum estime que l'un d'entre eux, celui représentant « une jeune personne » (no 83), est un « tableau d'un bon effet », bien que « la tête soit un peu sèche ». L'abbé de Fontenai voit en elle et en Constance-Marie Charpentier des artistes qui « dans le genre du portrait, méritent d'être distinguées de la foule qui s'en occupe ». Fontenai poursuit : « Je ne doute pas même qu'elles ne marchent au premier rang, si elles profitent de leurs dispositions et de leur âge pour parvenir à ce degré heureux où, mettant en oubli la pratique d'autrui, elles suivront [sic] ce que la nature dicte à une âme vraiment sensible et animée du génie de la peinture ».
L'année suivante, Eugénie Delaporte attire davantage l'attention de la critique, en exposant au Salon de 1802 le portrait d'un acteur célèbre de la Comédie-Française, Pierre Lafon, en costume de scène en train de répéter dans sa loge le rôle-titre de la tragédie Tancrède de Voltaire. 
Au printemps 1805, alors que Vivant Denon répartit entre différents artistes la commande des portraits des 18 nouveaux maréchaux d'Empire à exécuter pour la galerie des Tuileries, Pierre Augereau refuse d'être peint par Robert Lefèvre et demande plutôt à ce que son portrait soit confié à Eugénie Delaporte,. Dans sa réponse, Denon décline la requête du maréchal en expliquant que les commandes ont déjà été approuvées par l'empereur, tout en précisant qu'il connaît et apprécie le talent de Delaporte. 

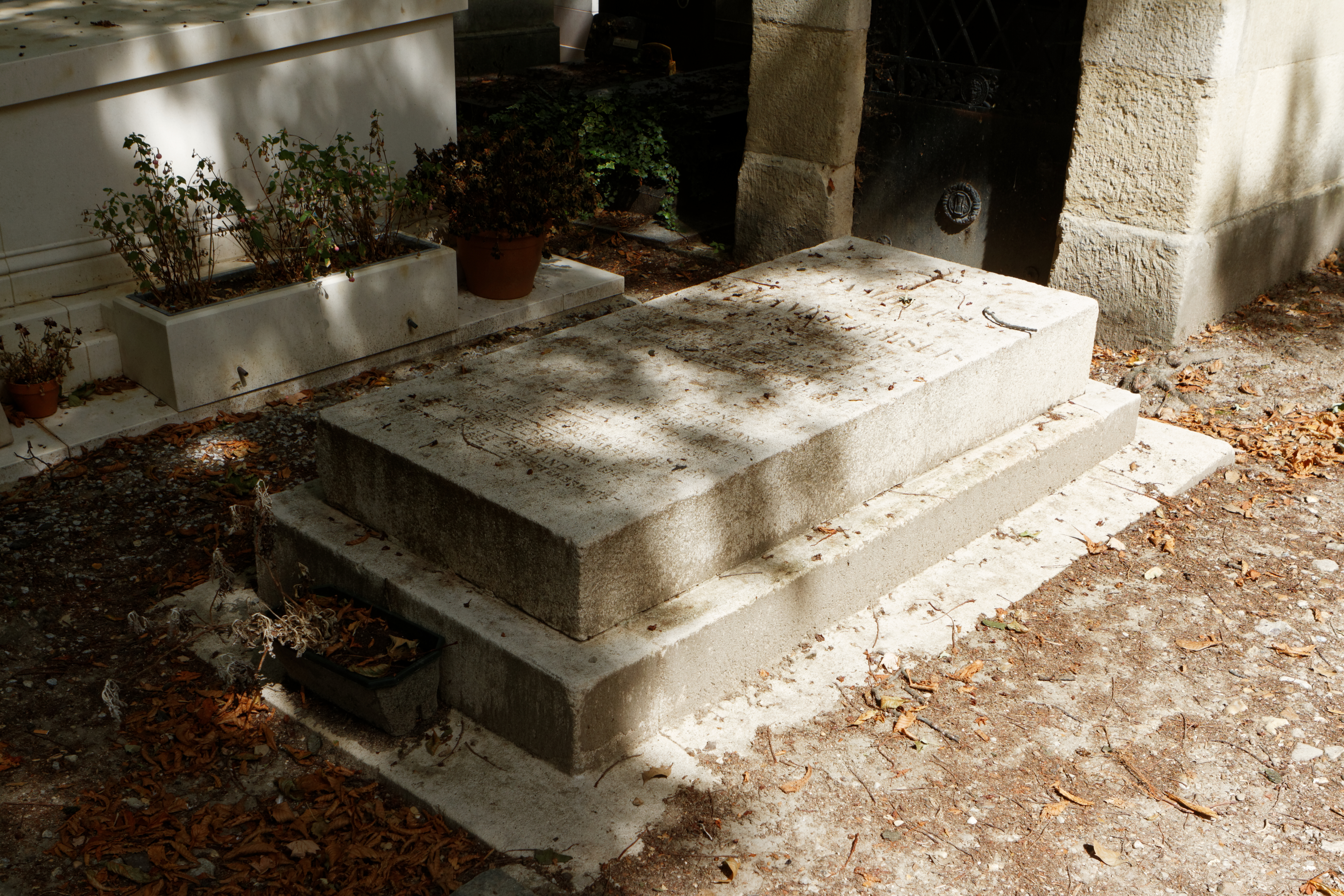
Tombe au cimetière du Père-Lachaise.

Le 20 juillet 1805, Eugénie Delaporte épouse le musicien, chef d'orchestre et compositeur Louis-Luc Loiseau de Persuis (1769-1819),. Après cette date, elle expose aux Salons de 1806 et 1808 sous le nom de Mme Persuis,.
Elle meurt à l'âge de 89 ans le 24 novembre 1864 à son domicile du 90, rue Picpus, dans le 12e arrondissement de Paris. Elle est inhumée aux côtés de son époux au cimetière du Père-Lachaise (8e division).

## Œuvres

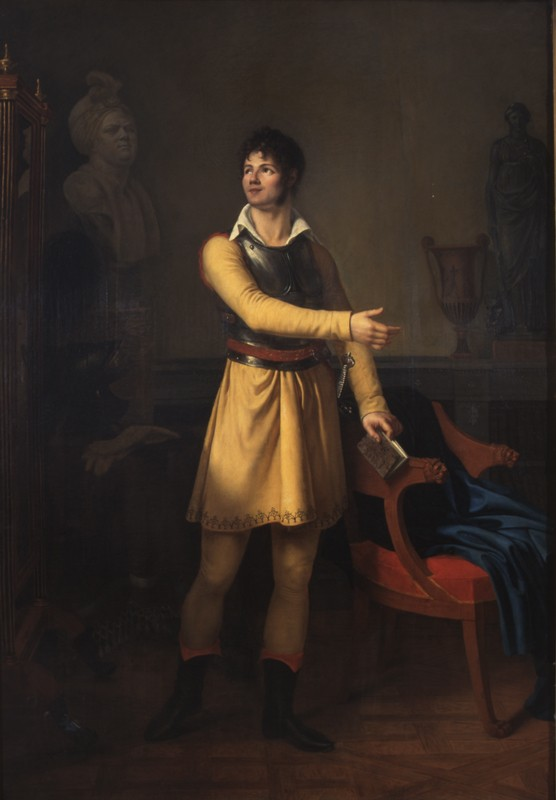
Portrait de Pierre Lafon, dans le costume de Tancrède, répétant son rôle dans sa loge, Salon de 1802, Stockholm,.

- Portrait de femme vue jusqu’aux genoux, Salon de 1801 (no 82)[2].
- Portrait d’une jeune personne vue jusqu'aux genoux, Salon de 1801 (no 83)[2].
- Portrait d’homme, Salon de 1801 (no 84)[2].
- Portrait de Pierre Lafon, dans le costume de Tancrède, répétant son rôle dans sa loge, Salon de 1802 (no 71)[13], huile sur toile, Stockholm, Scenkonstmuseet (sv)[14],[15].
- Étude de femme, Salon de 1802 (no 72)[16].
- Portrait d'homme, Salon de 1804 (no 118)[17].
- Mme Persuis-Delaporte par elle-même (autoportrait)[Note 3], après 1805, huile sur toile, 64 × 53,5 cm, Paris, bibliothèque-musée de l'Opéra[18].
- Portrait de Wolfgang von Goldner (de)[Note 4], 1806, huile sur toile[19].
- Portrait d'homme, Salon de 1806 (no 416)[10].
- Portraits de deux jeunes filles, Salon de 1806 (no 417)[10].
- Portrait de Louis-Luc Loiseau de Persuis[Note 5], Salon de 1808 (no 467, Portrait du mari de l’auteur)[11], huile sur toile, 64,45 × 52,07 cm, Paris, bibliothèque-musée de l'Opéra[20],[21],[22].
- Portrait de Jean-Baptiste-Dominique Rolland[Note 6], non daté, lithographié par J. B., imprimerie lithographique de Villain[23].

Œuvres d'Eugénie Delaporte
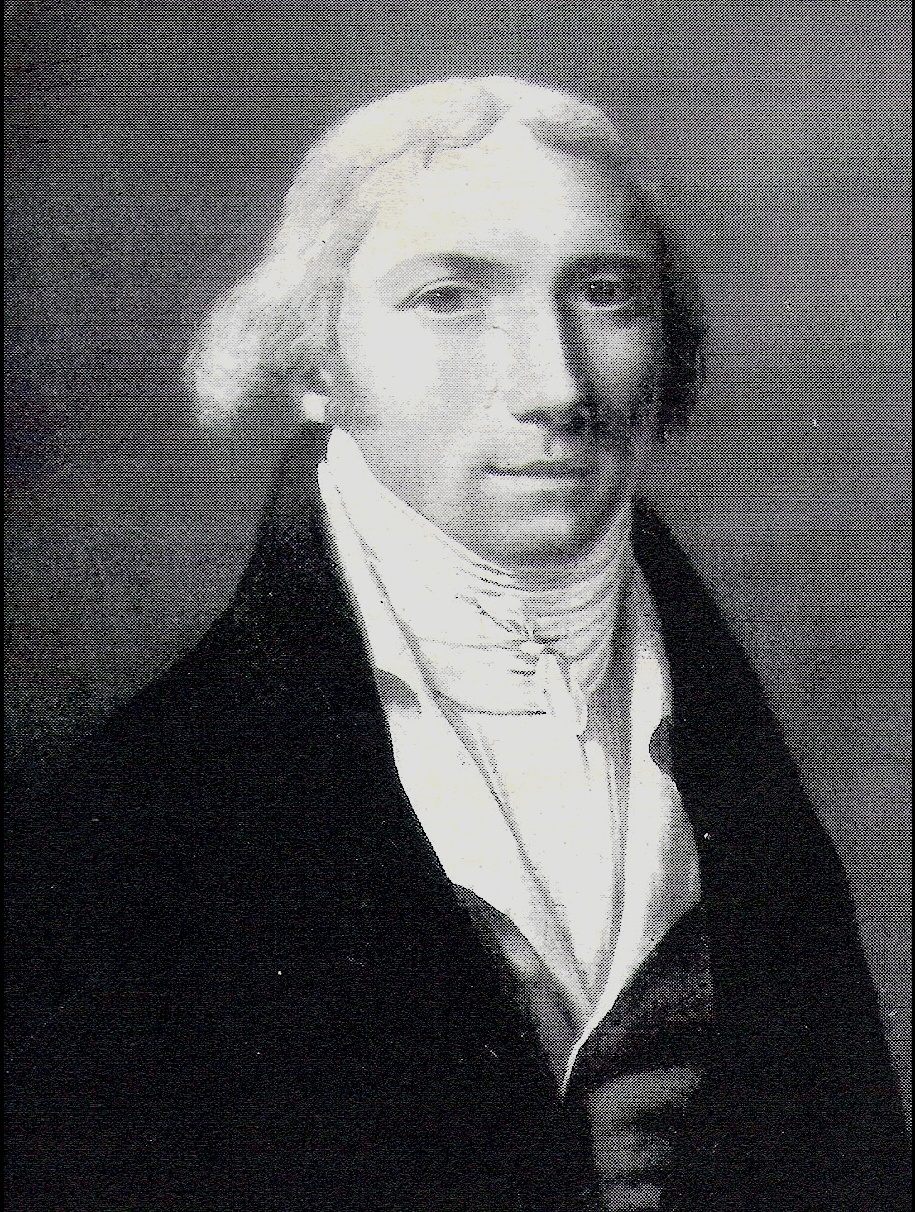
Portrait de Wolfgang von Goldner (de), 1806 (reproduction en noir et blanc).
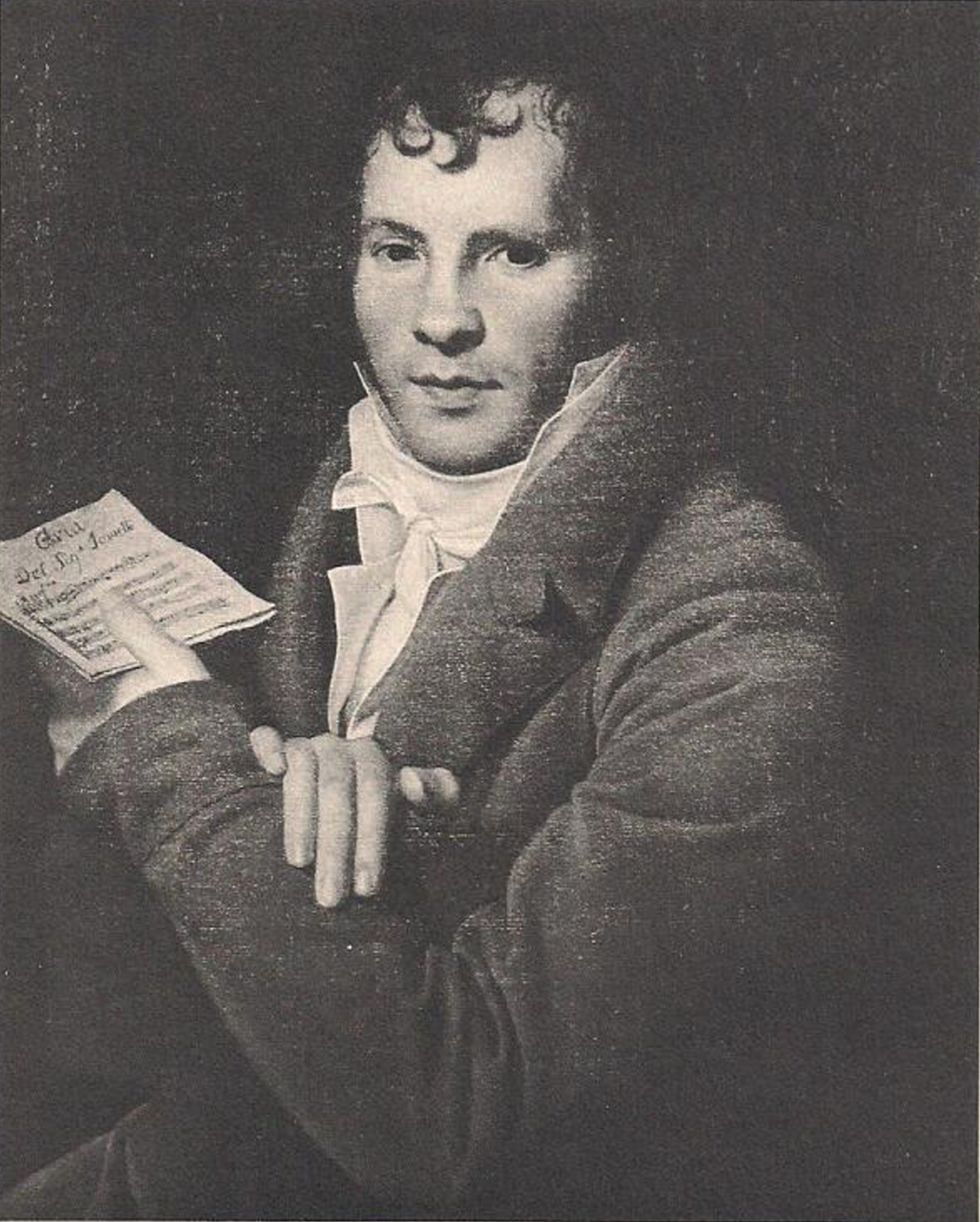
Portrait de Louis-Luc Loiseau de Persuis, Salon de 1808, bibliothèque-musée de l'Opéra (reproduction en noir et blanc).
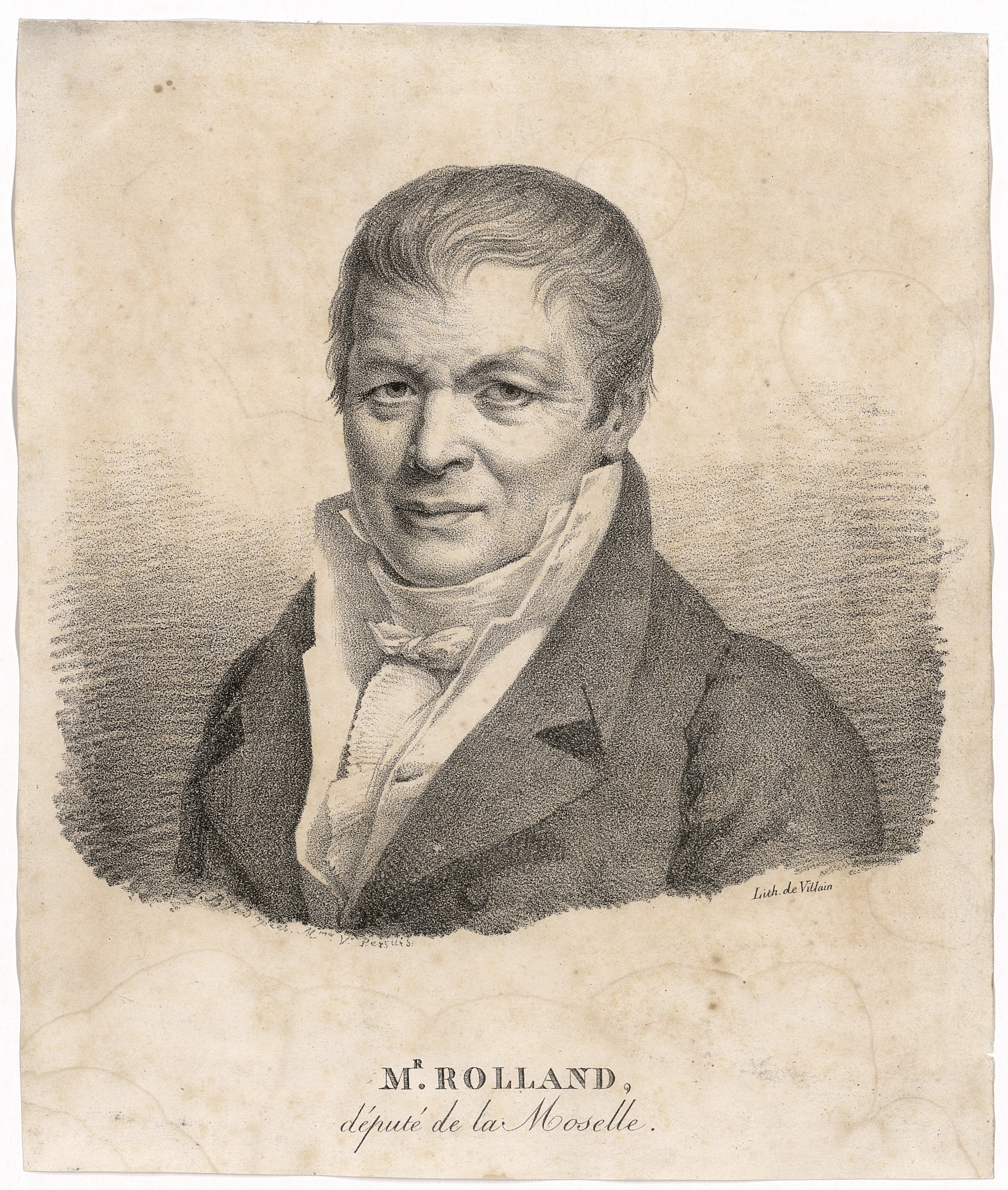
J. B., M. Rolland, député de la Moselle, lithographie d'après une œuvre d'Eugénie Delaporte,  bibliothèques-médiathèques de Metz.

## Réception critique
- À propos du Portrait de Pierre Lafon (Salon de 1802, no 71)
  - « Le portrait de Lafond, répétant le rôle de Tancrède, par Mlle Eugénie de la Porte (71), est harmonieux et facilement fait. Mais Lafond doit être désolé de paraître en public étudiant son rôle devant une glace de toilette. Ce n'est certes pas là l'école de Melpomène. Et tout aimable que Voltaire ait voulu peindre Tancrède, il ne s'est jamais avisé de penser que l'acteur dût, pour ce rôle, s'étudier à maniérer ses mouvemens [sic] et sa pose. — On désirerait plus de correction dans le dessin de ce tableau. »[24]
  - « Ce portrait fait honneur pour la ressemblance, le coloris et l'exécution. [Vers :] Alexandre eût pour peintre Apelle, / Tous deux ont l'immortalité ; /De la Porte avec son modèle, / Iront à la postérité; / Tous deux formeront une école, / L'une y peindra par les couleurs, / L'autre peindra par la parole ; / Tous deux maîtriseront les cœurs. »[25]
  - « Ce n’est point ainsi que Lekain eût voulu être représenté. Ce n’est point dans cette attitude que Regnault eût peint un acteur tragique. On devine au premier coup d’œil le sexe de l’auteur de ce portrait[26] ».

- À propos de Portraits de deux jeunes filles (Salon de 1806, no 417)
  - « La pose de ces deux figures est gracieuse ; la plus jeune est en partie dans l'ombre. Ces demi-teintes sont d'un beau ton, et bien transparentes. Le dessin paraît correct et la couleur naturelle. »[27]
  - « Il y a de la vérité dans ce joli tableau »[28]